# Schirmfassade

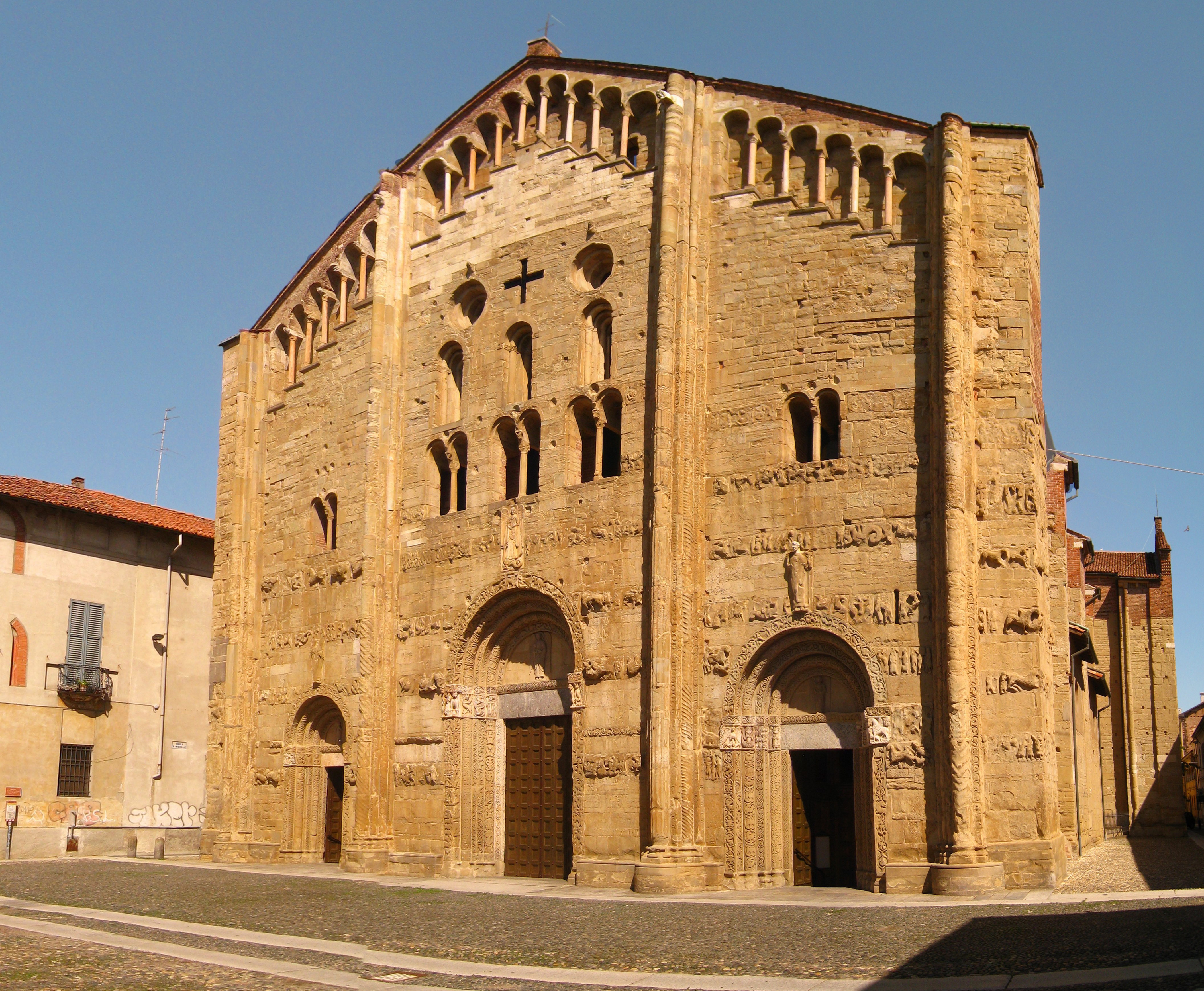
Pavia, San Michele Maggiore, Schirmfassade

Die Schirmfassade ist eine Fassade, die unabhängig von der tatsächlichen Baukubatur des zugehörigen Bauwerks diesem schirmartig vorgesetzt ist. Sie steht damit im Gegensatz zur Querschnittfassade, die den meist basilikalen Raumquerschnitt nachzeichnet, wie auch zur Zweiturmfassade. Die Schirmfassade findet sich vor allem in der mittelalterlichen Sakralarchitektur vertreten.

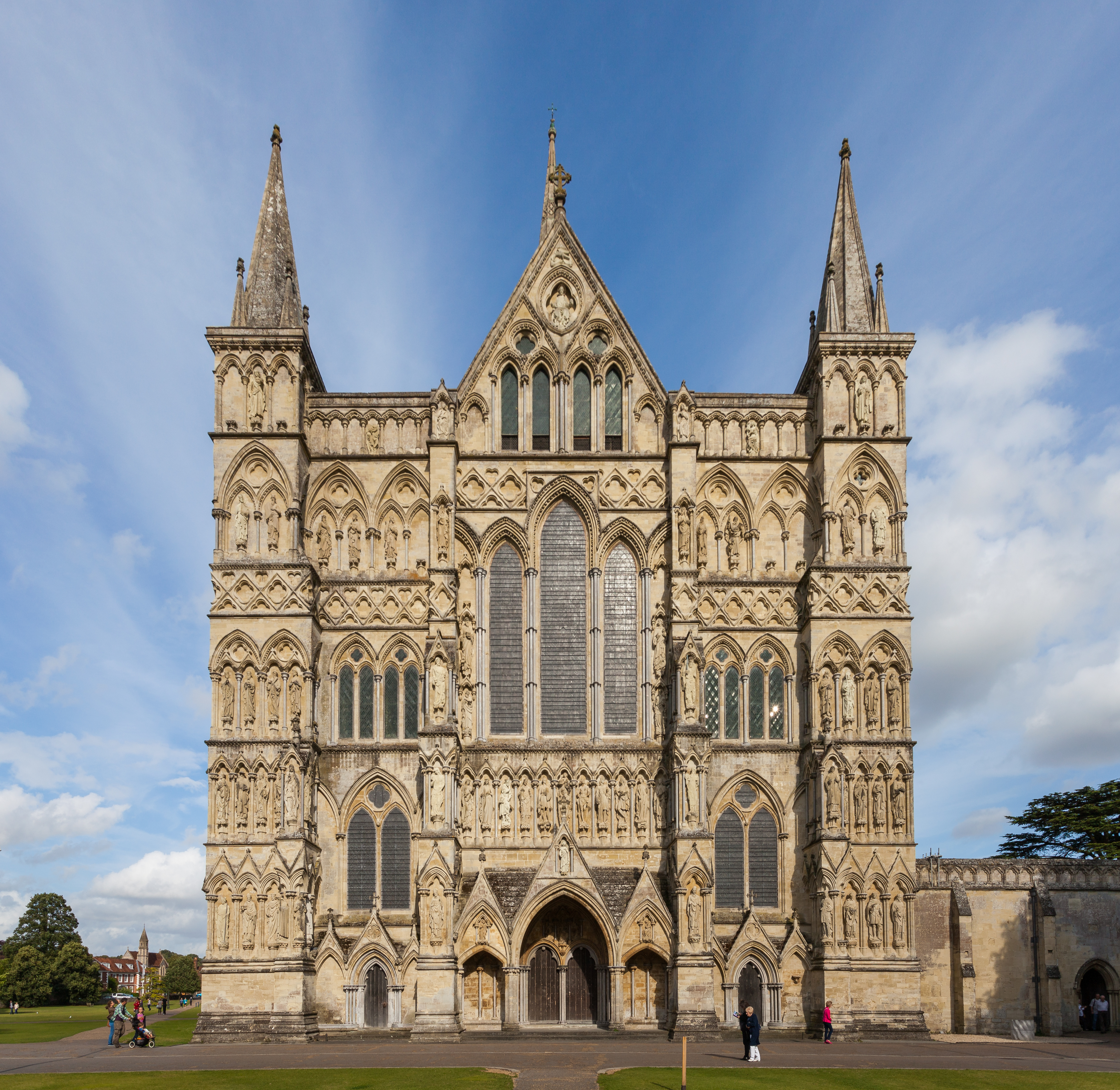
Kathedrale von Salisbury, Schirmfassade

 In der italienischen Architektur der Romanik besitzen die Kirchen San Michele Maggiore in Pavia sowie die Dome von Parma, Piacenza und Lucca ausgeprägte Schirmfassaden. In der englischen Gotik ist die Schirmfassade der Kathedrale von Salisbury die bekannteste, aber auch die Kathedralen von Lincoln, Wells, Exeter und Peterborough besitzen Schirmfassaden. In der französischen Architektur der Gotik, in der die zweitürmige Westfassade vorherrscht, ist die Schirmfassade die Ausnahme, so, unter englischem Einfluss, an der Kathedrale von Rouen. In der italienischen Renaissance zeigt die Kirche Santa Maria dell’Anima in Rom eine Schirmfassade.
In der deutschen Backsteinarchitektur des Mittelalters besitzen die Rathäuser von Lübeck und Stralsund ausgeprägte Schirmfassaden.